# (90125) Chrissquire
(90125) Chrissquire ist ein Asteroid des mittleren Hauptgürtels. Der Himmelskörper wurde am 11. Dezember 2002 an der Lincoln Laboratory Experimental Test Site (ETS) (IAU-Code 704) in Socorro, New Mexico entdeckt.
Der Asteroid gehört zur Astraea-Familie, einer Gruppe von Asteroiden, die nach (5) Astraea benannt ist. Die zeitlosen (nichtoskulierenden) Bahnelemente von (90125) Chrissquire sind fast identisch mit denjenigen des Asteroiden (460220) 2014 QJ205.

## Benennung
Der Asteroid wurde am 22. April 2016 nach dem britischen Bassisten Chris Squire (1948–2015) benannt. Chris Squire ist vor allem als Bassist der Band Yes bekannt. Nach Yes war schon 2003 ein Asteroid benannt worden: (7707) Yes, und nach dem Sänger von Yes dann 2021 der Asteroid (48886) Jonanderson. Die Auswahl für die Namenswahl fiel auf den Asteroiden 2002 XR80 wegen der an diesen Himmelskörper vergebenen Kleinplanetennummer 90125, die auch der Titel eins 1983 erschienenen Musikalbums von Yes ist: 90125.
Vorgeschlagen wurde die Benennung von Patrick McDonald, einem Wissenschaftler des Lawrence Berkeley National Laboratory. Die Widmung zur Benennung schrieb der Astronom Carl W. Hergenrother, welcher der Entdecker des Asteroiden 7707 Yes ist.